# Vitrey
Vitrey település Franciaországban, Meurthe-et-Moselle megyében. Lakosainak száma 192 fő (2022. január 1.). Vitrey Goviller, Hammeville, Lalœuf, Ognéville és Parey-Saint-Césaire községekkel határos.

## Népesség
A település népessége az elmúlt években az alábbi módon változott:
| Lakosok száma | 157  | 149  | 134  | 212  | 224  | 214  | 203  | 195  | 190  | 192  |
|               | 1968 | 1982 | 1990 | 2006 | 2013 | 2015 | 2017 | 2019 | 2020 | 2022 |